# Daniel Aráoz (futbolista)
Daniel Orlando Araoz (n. el 14 de septiembre de 1979, Tucumán, Argentina) es un exfutbolista argentino que jugaba como volante ofensivo.

## Clubes
| Club                   | País      | Año       |
| ---------------------- | --------- | --------- |
| Atlético Tucumán       | Argentina | 1997-2001 |
| El Porvenir            | Argentina | 2002      |
| Deportivo Colonia      | Uruguay   | 2003      |
| Atlético Tucumán       | Argentina | 2003      |
| Estudiantes de Caseros | Argentina | 2004      |
| Deportivo Español      | Argentina | 2004-2005 |
| Talleres de Perico     | Argentina | 2005-2006 |
| La Florida             | Argentina | 2006-2007 |
| Talleres de Perico     | Argentina | 2008      |
| Unión San Felipe       | Chile     | 2008-2009 |
| Deportes La Serena     | Chile     | 2010-2011 |
| Gimnasia y Esgrima (M) | Argentina | 2011-2012 |
| Atlético Famaillá      | Argentina | 2012      |